# Jezus w chrześcijaństwie

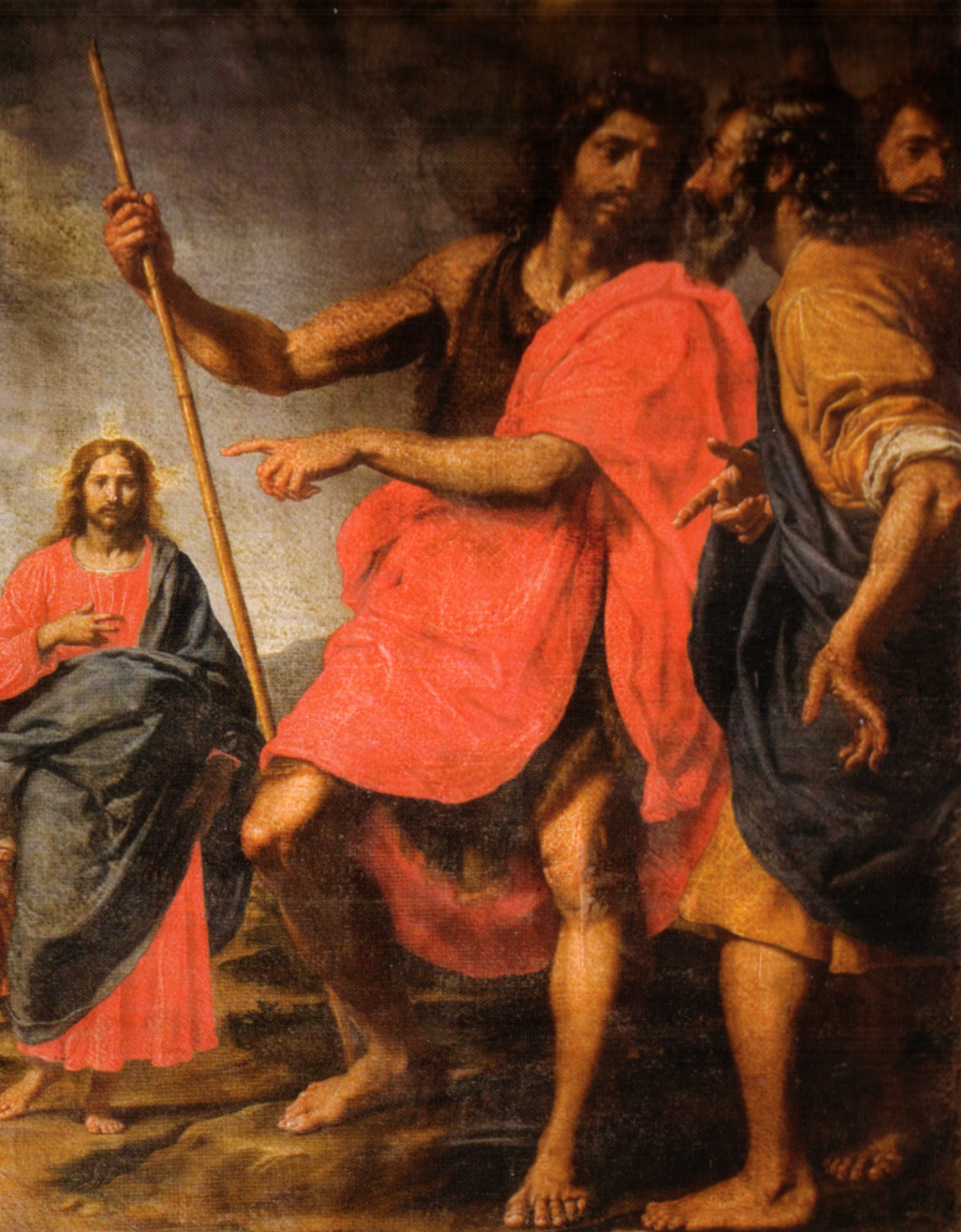
Jezus zostaje wskazany przez Jana Chrzciciela jako Baranek Boży

Jezus w chrześcijaństwie – artykuł ten analizuje znaczenie i rolę Jezusa Chrystusa dla religii chrześcijańskiej.

## Poglądy o Jezusie
Chrześcijańskie poglądy o Jezusie opierają się na wiedzy z kanonicznych Ewangelii, listach Nowego Testamentu oraz chrześcijańskich wyznaniach wiary. 
Podstawowe poglądy większości chrześcijan o Jezusie:
- Jezus jest wcielonym logosem, Synem Bożym, drugą osobą Trójcy Świętej[a]. Bóg Ojciec zsyłając swego Syna Jezusa wypełnił obietnice dane Abrahamowi i całemu Narodowi Wybranemu.
- Dzięki zmartwychwstaniu Jezusa, ludzie doznali zbawienia i mogą pojednać się z Bogiem oraz uzyskać życie wieczne w niebie[1].
- Jezus był zarówno człowiekiem jak i Bogiem[a]. Refleksją nad osobą Jezusa zajmuje się osobna dziedzina teologii - chrystologia.
- Przekazywanie wiary chrześcijańskiej jest przede wszystkim "głoszeniem Jezusa Chrystusa, by prowadzić do wiary w Niego. Od początku pierwsi uczniowie zapałali pragnieniem głoszenia Chrystusa"[2].
- Kościół katolicki naucza: "W samym centrum katechezy znajduje się przede wszystkim Osoba: Jezus Chrystus z Nazaretu, Jednorodzony Syn Ojca... który cierpiał i umarł za nas i który teraz, ponieważ zmartwychwstał, żyje z nami na zawsze... "[3].